# Línea 11F (Comodoro Rivadavia)
La línea 11F o Línea Km. 14 Rene Favaloro es una línea de colectivos suburbana de Comodoro Rivadavia, bajo concesión de la empresa Transportes Diadema que une el Bo. Centro con el B° Km. 14 Rene Favaloro y viceversa. 

## Cuadro Tarifario
| Boleto                      | Tarifa    |
| --------------------------- | --------- |
| Primera sección (Urbano)    | $22       |
| Segunda sección (Suburbano) | No aplica |
| Tercera sección (Diadema)   | $29       |
| Cuarta sección (Rada Tilly) | No aplica |
| Estudiante                  | $14.50    |
| Jubilado                    | $14.50    |
| Discapacitado               | $0.00     |
| Policía del Chubut          | $0.00     |

En el caso de los boletos de estudiante y jubilado reciben un subsidio de la municipalidad de Comodoro Rivadavia que les cubre un 50% del valor del boleto en 2 pasajes díarios, mientras que el restante 50% lo proporciona el gobierno de Chubut a través del TEG Chubut.

## Recorrido

### 11F: Centro - Km.14
También llamado Favaloro
| 11F        | Primer servicio A: Acceso Norte | Primer servicio A: Centro | Último servicio A: Acceso Norte | Último servicio A: Centro |
| Laborables | 05:20                           | 06:05                     | 22:00                           | 23:00                     |
| Sábados    | 06:50                           | 07:45                     | 21:40                           | 22:30                     |
| Festivos   | 09:50                           | 10:40                     | 20:50                           | 21:40                     |

Ida
| BUS2 | KBHFa |

|  | BHF |

|  | BHF |

|  | BHF |

|  | BHF |

|  | BHF |

|  | BHF |

|  | BHF |

|  | BHF |

|  | BHF |

|  | BHF |

|  | BHF |

|  | BHF |

|  | BHF |

|  | BHF |

|  | BHF |

|  | BHF |

|  | BHF |

|  | BHF |

|  | BHF |

|  | BHF |

|  | BHF |

|  | BHF |

|  | BHF |

|  | BHF |

|  | BHF |

|  | BHF |

|  | BHF |

|  | BHF |

|  | BHF |

|  | BHF |

|  | BHF |

|  | BHF |

|  | BHF |

|  | BHF |

|  | BHF |

|  | BHF |

|  | KBHFe |

Regreso:
| BUS | KBHFa |

|  | BHF |

|  | BHF |

|  | BHF |

|  | BHF |

|  | BHF |

|  | BHF |

|  | BHF |

|  | BHF |

|  | BHF |

|  | BHF |

|  | BHF |

|  | BHF |

|  | BHF |

|  | BHF |

|  | BHF |

|  | BHF |

|  | BHF |

|  | BHF |

|  | BHF |

|  | BHF |

|  | BHF |

|  | KBHFe |

## Galería

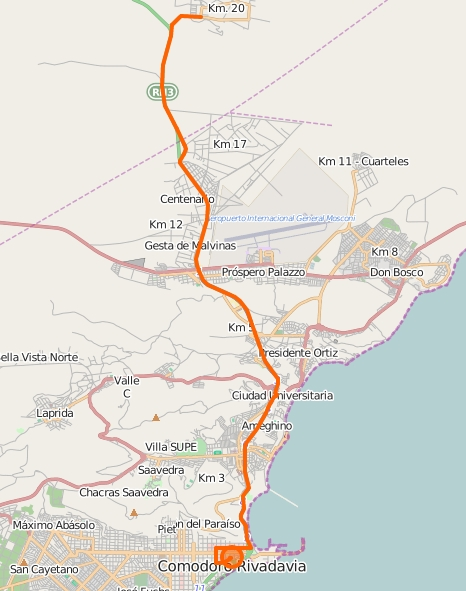
Recorrido de ida.
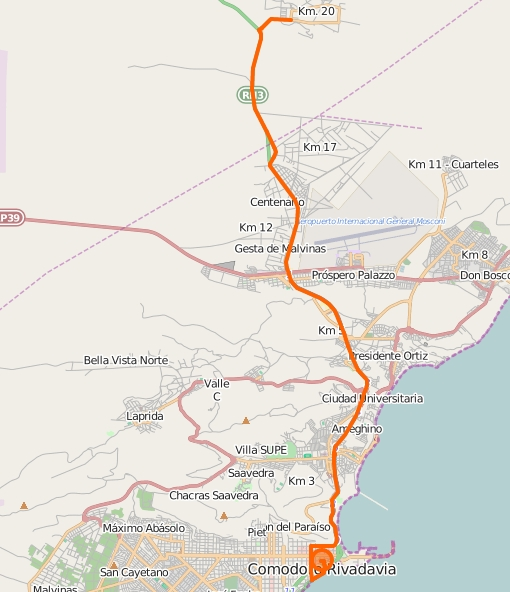
Recorrido de vuelta.